# JR貨物U36A形コンテナ
U36A形コンテナ（U36Aがたコンテナ）は、日本貨物鉄道（JR貨物）輸送用として籍を編入している20ft私有コンテナ（有蓋（汎用）コンテナ）である。
2005年度より製造された。

## 概要
本形式の数字部位 「 36 」は、コンテナの容積を元に決定される。このコンテナ容積36 m3の算出は、厳密には端数四捨五入計算の為に、内容積35.5 m3 - 36.4 m3の間に属するコンテナが対象となる。また形式末尾のアルファベット一桁部位「A」は、コンテナの使用用途（主たる目的）が「普通品の輸送」を表す記号として付与されている。

## 番台毎の概要

### 5000番台
5001 - 5007
北見通運所有。総重量13.5t。屋根ウイングコンテナ。
5008 - 5010
北見通運所有、札樽自動車運輸借受。総重量13.5t。屋根ウイングコンテナ。

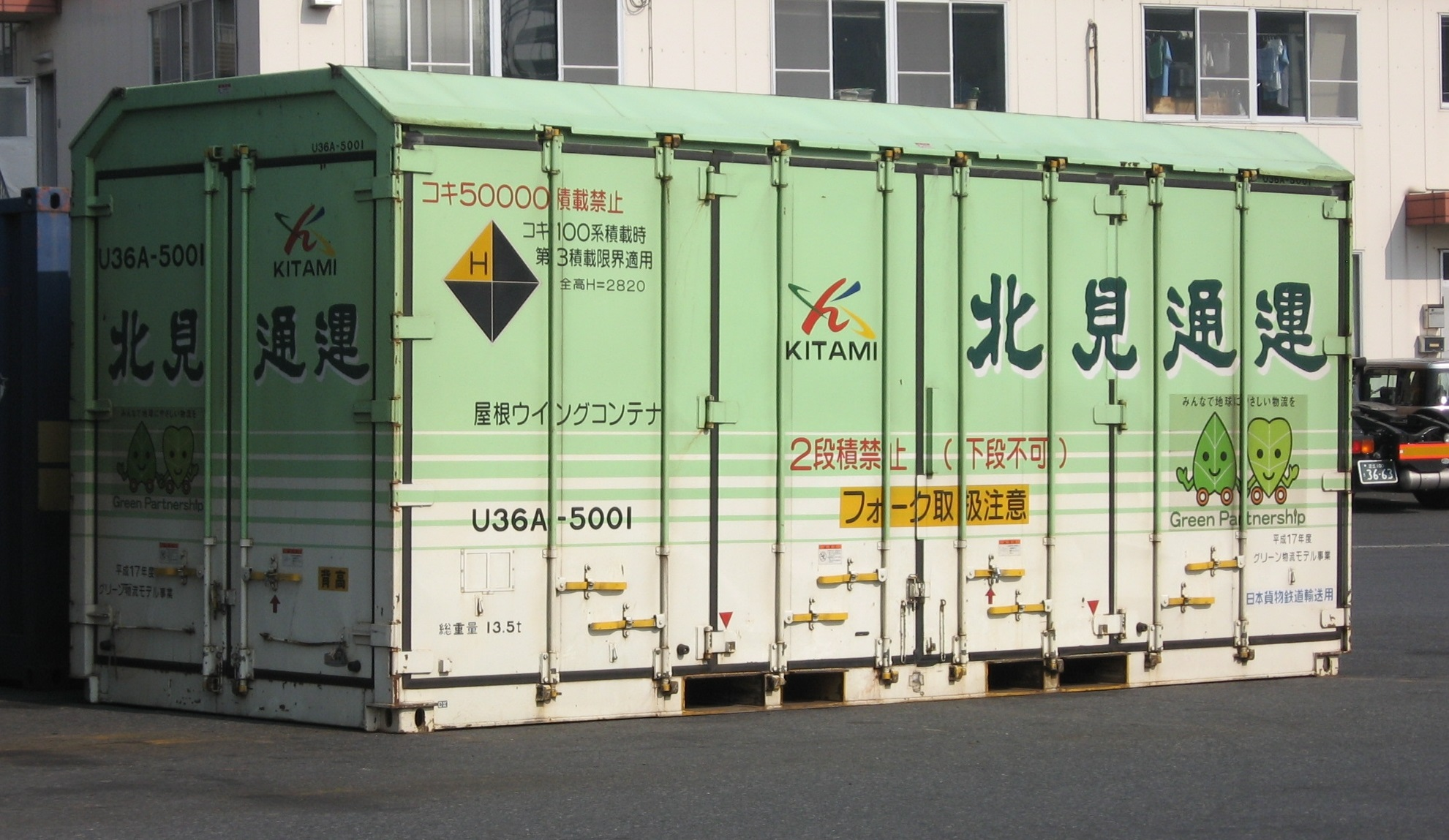
U36A-5001 北見通運所有。
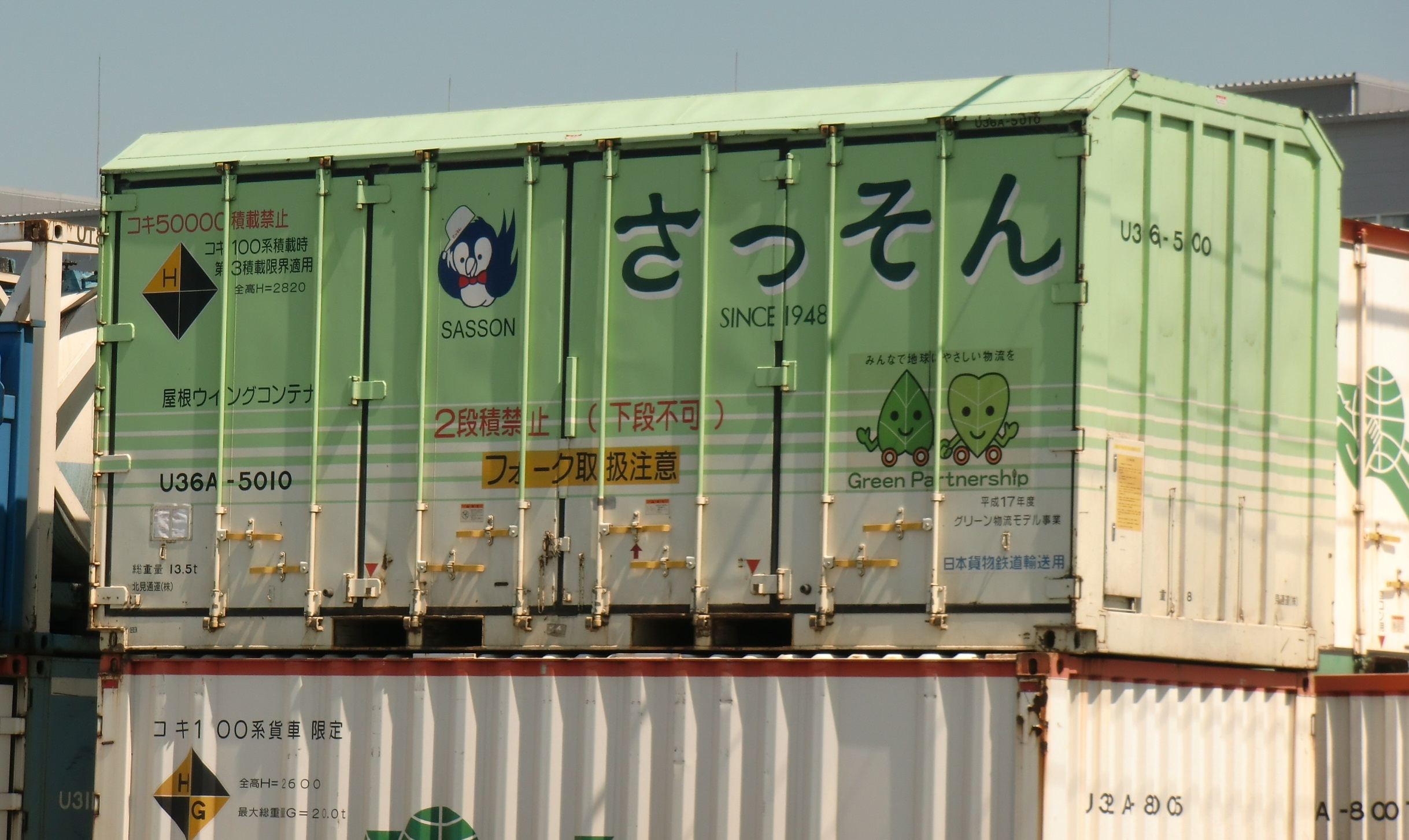
U36A-5010 北見通運所有、 札樽自動車運輸借受。